# 신선로

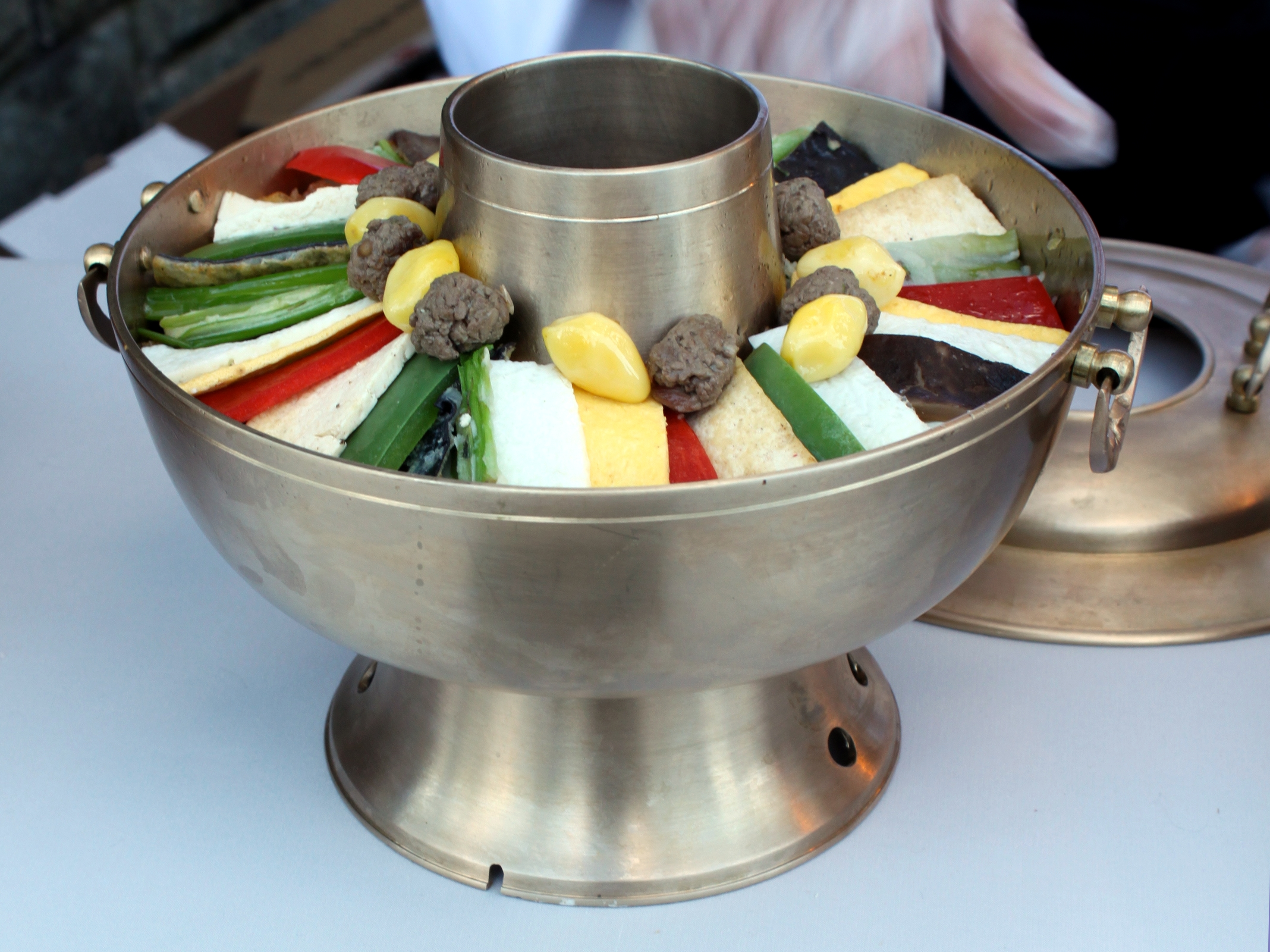
신선로

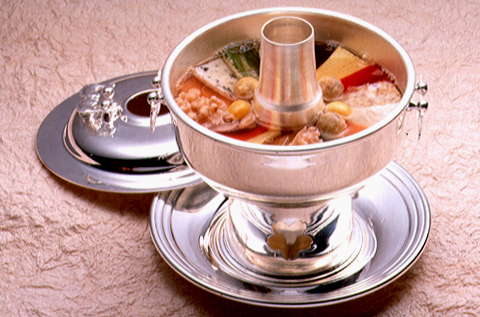
신선로

신선로(神仙爐) 또는 열구자탕(悅口子湯)은 조선왕조 궁중음식에 속하는 전골이다.

## 개요
신선로라는 탕기에 끓여먹는다 하여 신선로라는 이름이 붙여졌다. 
이 탕기는 가운데 화통이 달려 있어 숯을 넣도록 되어 있고, 쇠고기와 숭어, 민어, 전복, 해삼 등과 같은 해산물에 무, 미나리, 은행, 버섯 등의 채소 등을 둘러서 국물을 부어 즉석에서 끓여먹는다. 
들어가는 재료에 따라서 해물신선로, 면신선로라 불리기도 하며, 다양한 재료가 필요하고 조리에도 시간과 정성이 들어가 고급스럽고 화려한 음식이다.
예전에는 왕이나 귀족들만이 먹던 음식으로 일반인은 쉽게 접하기 어려웠으며, 현대에도 특별한 날에만 먹을 수 있는 고급 요리로 꼽힌다. 
열구자탕(悅口子湯)이라는 다른 이름은 입을 즐겁게 해주는 탕이라는 의미에서 나왔다.

## 역사
최남선의 조선상식문답에는 신선로가 중국의 훠궈르(火鍋兒)라는 음식에서 온 것이라 했다. 
명청대 중국인들이 이주한 화교들이 거주하는 동남아 국가에서도 신선로와 비슷한 음식이 존재하며, 신선로처럼 훠궈르도 그릇 한가운데에 숯불을 피우고 그 둘레에 국을 끓여서 고기, 생선, 채소를 익혀먹는 것이었다.
한편 17, 8세기 조선 시대의 《소대기년》(昭代紀年)에는 연산군 때의 정희량이 갑자사화를 예견하고 단오에 집을 나가서 이름도 이천년이라 바꾸고 승려로 위장해 방랑하였는데, 《주역》(周易)에 나오는 수화기제(水火旣濟)의 이치를 응용해서 솥을 만들어 채소를 끓여먹었으며 훗날 사람들이 정희량을 신선이라 여겨 그 솥을 신선로라고 부르게 되었다는 것이다. 
이는 1940년에 수표동에서 반찬가게를 하던 홍선표라는 사람이 지은 《조선요리학》(朝鮮料理學)이라는 책에도 실려 있다. 1809년에 저술된 《규합총서》에도 등장할 정도로 조선 시대에는 대중화된 음식이었다.
조선의 영조는 신선로를 탕평 정치에 내세워 써먹었다. 각 당파의 영수들을 대접하는 자리에 신선로를 갖다놓고 술 한 잔 들 때마다 다른 재료를 집으면 신하들은 왕을 따라서 왕이 집는 재료를 집었으며, 서로 뒤섞이게 함으로써 당파들을 서로 화합시키려 했다는 것이다.
1931년 1월 27일자 동아일보에는 「꼭 알어둘 이달료리법」이라는 제목으로 신선로가 포함되어 있으며, 1932년 라디오 프로그램에도 신선로가 등장한다. 
《조선요리학》에는 신선로에 대해 음식 그릇도 이상적이고 운반하기도 편리하며 음식 배열도 미적 감각을 갖추어 이국에 자랑할 만한, 자랑스런 우리 음식이라고 극찬하고 있다. 1960년대까지만 해도 한국의 일반 가정에서는 흔한 음식이었다고 한다.
현재는 화려한 모양으로 눈길을 끌기 때문에 청와대 국빈 만찬에 단골로 등장한다. 
만찬 도중 실내 조명을 모두 끄고 1인용 신선로 수십여 개를 동시에 내놓는 장면을 연출하면 어두운 실내에 숯불이 핀 신선로가 들어서는 모습 자체가 독특한 퍼포먼스가 되기 때문이라고 한다.

## 조리법

### 재료
안심, 간, 꿩, 전복, 해삼, 달걀, 버섯, 미나리, 후추, 잣, 은행, 호두 등 약 20여 가지에 달한다.

### 만드는 방법
1. 먼저 쇠고기하고 무로 육수를 만들고, 전유어나 고기완자도 미리 준비한다.
2. 신선로 밑에 고기를 깔고, 양념한 고기, 얇게 뜬 생선을 차례로 얹는다.
3. 전복하고 해삼, 표고버섯 등은 적당한 크기로 썰어서 사이사이에 끼운다.
4. 위쪽에 여러 빛깔의 호두, 은행, 잣, 고기완자 등을 꾸미듯이 두르고 마지막으로 육수를 붓는다.
5. 숯을 피워서 신선로 가운데 화통에 넣고, 전골이 부글부글 끓어오르면 상에 내어 먹는다.

## 같이 보기
- 구절판